# Callibaetis floridanus
Callibaetis floridanus je druh jepice z čeledi Baetidae. Přirozeně se vyskytuje ve Střední a Severní Americe, a to na celém území Mexika a na jihu a severovýchodě Spojených států amerických. Poprvé tento druh popsal Banks v roce 1900.